# Naturrecht
Naturrecht (lateinisch ius naturae, aus ius ‚Recht‘ und natura ‚Natur‘; auch lateinisch ius naturale, natürliches Recht; seltener überpositives Recht) ist in der Rechtsphilosophie die Bezeichnung für ein universell gültiges Ordnungsprinzip, dessen Grundannahme die Idee bezeichnet, dass aus der Natur des Menschen die Normen des menschlichen Zusammenlebens zu begründen sind. Naturrecht ist nicht naturethisch als „Recht der Natur“ zu verstehen, denn im Mittelpunkt steht der Werte bildende Mensch mit seinen Naturanlagen.
Die Frage der Umsetzung apriorischer Ideen zu rechtschaffenem Tun, Wahrheit, Gutem und Schönem, die im Zeitalter der Aufklärung zur Formulierung naturrechtlicher Vertragstheorien führte, wurde bereits in der Philosophie der griechischen Antike aufgeworfen. Platon und Aristoteles argumentierten zudem, dass es des Mediums der Vernunft bedürfe, diese Werte für den Menschen urbar zu machen, insbesondere auch gegenüber Trieben und Begierden zu schützen und Balance zu schaffen. Die Sophisten stellten diesen essentialistischen Ansätzen nominalistische Rechtsprinzipien entgegen.
Das neuzeitliche und moderne Naturrecht wurde maßgeblich von den Aufklärungsphilosophen Hobbes, Locke und Rousseau beeinflusst. Für die heutige Rezeption erlangte das Naturrecht im Wechsel des 18. auf das 19. Jahrhundert Bedeutung im vom Menschen gesetzten Recht, dem positiven Recht. Für dieses steht eine Mehrzahl von bedeutenden Kodifikationen, etwa das preußische Landrecht, der Code civil oder das österreichische Bürgerliche Recht. Als höchstrangige Rechtsquelle dienen sie zur Legitimierung rechtlicher Anschauungen.
In einem engeren Sinne verwenden die Moralphilosophie und die Theologie das Naturrecht als Maßstab für diejenigen Prinzipien, aus denen die Sollsätze und die Bestimmung der Gerechtigkeit für ein naturgegebenes Miteinander abgeleitet werden. Der Rechtspositivismus vertritt dagegen die Auffassung, dass verfassungsmäßig zustande gekommenes Recht keine höhere Begründung braucht.
Während Naturrecht über die römische Republik hinaus bis in die klassische Zeit der Kaiser in Rom kaum Bedeutung hatte, gewann es in der nachklassischen Zeit Gewicht und setzte sich neben das ius gentium beziehungsweise nahm seine Stelle ein. Die katholische Kirche hält bis ins 21. Jahrhundert am Begriff Naturrecht fest.
Die säkularen rechtsphilosophischen Ausprägungen des Naturrechts, die nicht aus religiösen Grundwerten hergeleitet sind, sondern von der Erkennbarkeit durch menschliche Vernunft, werden als Vernunftrecht bezeichnet.

## Begriff
Dem Begriff des Naturrechts liegt begrifflich aus der Antike herrührend die Überzeugung zugrunde, dass „die Normen des menschlichen Zusammenlebens durch die Natur des Menschen begründet werden können und müssen.“ Dieses umfasst sowohl unstrittige Rechtsgrundlagen (Prämissen) in der Tradition antiker Philosophen wie Heraklit, der Sophisten, Aristoteles und Platon, die aus einer Idee einer objektiven oder absoluten Wahrheit herstammen, als auch die Vorstellung, jeder Mensch sei „von Natur aus“ (also nicht durch Konvention) mit unveräußerlichen Rechten ausgestattet – unabhängig von Geschlecht, Alter, Ort, Staatszugehörigkeit oder der Zeit und der Staatsform, in der er lebt. Natur wird dabei als Merkmal des „Wesens“ des Menschen verstanden, nicht etwa als „Rechte der Natur“ im naturethischen Sinne. Insoweit ist die Naturrechtsidee eng mit der Idee der Menschenrechte verbunden. Die Naturrechte werden demnach als vor- und überstaatliche „ewige“ Rechte angesehen. Die Idee des antiken Naturrechts entsteht bei Heraklit, Platon und Aristoteles gleichwohl über eine einheitliche Betrachtungsweise, die Koinzidenz menschlicher Natur (Physis) und menschengemachter Gesetze (Nomos). Verankert sind Physis und Nomos im Logos, mithin der göttlichen Einheit der Weltgesetze. Hieraus leiten sich die Gesetze der Natur und der Vernunft ab, welche die Gesetze für gemeinschaftliches Zusammenleben aufstellt.
Daneben gibt es eine Auffassung von Naturrecht als „Recht des Stärkeren“. Unter der Voraussetzung der Gemeinnützigkeit bedeutete dies, dass gleiche Rechte den Sieg der besseren Leistung über angestammte Berechtigungen ermöglichen sollten. Im Sozialdarwinismus und Faschismus hat sich daraus allerdings ein paradoxes „angestammtes Recht der besseren Leistung“ ergeben – ähnlich wie zuvor beim Gottesgnadentum die „von Gottes Gnaden erwirkte“ Legitimation der nicht anzutastenden Monarchenposition aufgefasst worden war.
Die Berufung auf überpositives Recht geht davon aus, dass bestimmte Rechtssätze unabhängig von der konkreten Ausgestaltung durch die Rechtsordnung „schlechthin“ Geltung beanspruchen und somit durch einen positiven Akt der Rechtsetzung weder geschaffen werden müssen noch außer Kraft gesetzt werden können.
Fragestellungen des Naturrechts haben sich von alters her auf Aspekte konzentriert, mit denen sich sowohl Rechtsphilosophie als auch Philosophie und Theologie befassen. Das Naturrecht als wesentliches Teilgebiet der Rechtsphilosophie bildet eine der Grundlagen der Rechtswissenschaft, die im Sinne eines Vernunftnaturrechts beispielsweise versucht „Gebote der Moral“ zu formulieren oder kritische Standards des geltenden Rechts zu schaffen, indem Widersprüche zum menschlich gesetzten Recht charakterisiert werden.
Ferner ist das Naturrecht als Maßstab und Korrektiv des positiven Rechts zu verstehen. Diese Auffassung vertritt auch die römisch-katholische Kirche.
In der neuzeitlichen Tradition, die sich entschieden als „nachchristlich“ präsentiert, wird bei der Begriffsbestimmung allein auf die menschliche Vernunft abgestellt.

## Ursprung und geschichtliche Entwicklung
Die Idee der Naturrechte (in beiden Ausprägungen) reicht bis in die griechische Antike zurück und gewann mit der Aufklärung im 17. und 18. Jahrhundert in Frankreich und England als Disziplin politische Bedeutung. In Deutschland war das Naturrecht ebenfalls wissenschaftliche Disziplin, aber auf das Privatrecht ausgerichtet. Angelegt war der Wissenschaftsbetrieb dabei übernational, denn die Grundschriften wurden als Gemeingut wahrgenommen, die Deutschen studierten Hume und Locke, die Franzosen Wolff. Die Idee befand sich nur teilweise in Opposition zum christlich-mittelalterlichen Verständnis der Gnade, demgemäß Eigenschaften wie Leben oder Freiheit durch gnädige Autoritäten wie Gott oder den Fürsten persönlich und willkürlich verliehen seien, ohne dass ein Recht darauf bestehe. Dennoch war die Naturrechtslehre im Mittelalter bei Philosophen wie Thomas von Aquin stark ausgeprägt, da die durch die Autoritäten verliehenen Eigenschaften nicht zur Disposition eines Nichtberechtigten gestellt wurden und insoweit unmittelbares Recht wirksam wurde.

### Griechische Antike
Die Wurzeln der Naturrechtslehren reichen zurück bis in die griechische Antike. Im sechsten vorchristlichen Jahrhundert entwickelten Ionier, die in Milet und den Hafenstädten am Westrand Kleinasiens lebten, die ionische Naturphilosophie. Diese Naturphilosophie verstand Natur (physis) als ursprünglich und von absoluter, ewiger innerer Gesetzmäßigkeit. Sie stellte sie dem menschlichen Gesetz (Nomos, altgriechisch νόμος; Plural Nomoi) gegenüber, dessen Gültigkeit nur auf Konventionen beruhe.
Lykurgs Gesetze, der Sage nach der Gründer Spartas, sollen von Apollon inspiriert gewesen sein. Es war üblich, dass Gesetzgeber sich an das Orakel von Delphi wandten, um von ihm die Genehmigung für ihre Pläne zu erbitten. Diese religiöse Grundlage der Gesetzgebung geriet ins Wanken, als die Sophisten sich der Naturphilosophie zuwandten und gegenüber dem Glauben an den göttlichen Ursprung der Gesetze einen respektlosen Skeptizismus entwickelten. Die Sophisten forderten Veränderung und wandten sich gegen eine Ordnung von Herrschaft und Sklaverei. Sie kritisierten den Staat und seine Gesetze, da sie der Natur des Menschen widersprächen. Georg Wilhelm Friedrich Hegel sollte diese Kritik an der hergebrachten Ordnung später die „griechische Aufklärung“ nennen. Vom Sophisten Protagoras aus Abdera stammt der bekannte Satz: „Der Mensch ist das Maß aller Dinge.“ Eine absolute Wahrheit gebe es nicht, auch keine objektive, sondern nur eine subjektive. Er stellte sich auf den Standpunkt, dass er von den Göttern nichts wisse und niemand deren Existenz beweisen könne. Protagoras hatte im Jahr 443 v. Chr. an einer Verfassung für die athenische Pflanzstadt Thurioi in Süditalien mitgearbeitet und als erster die Theorie vom Ursprung der Gesetze aufgestellt, die unter dem Begriff eines Gesellschaftsvertrages bekannt wurde. Protagoras wurde der Gottlosigkeit angeklagt und aus Athen verbannt, seine Bücher vernichtet.
Dem fordernden Naturrecht der Sophisten stellten Platon und Aristoteles ein typisch bewahrendes Naturrecht gegenüber. Deren Gegenargumentation baut ebenfalls auf der Natur des Menschen auf. Allerdings gehörten Staat und Recht zu dessen Natur dazu, weshalb sich Recht und Natur des Menschen nicht widersprächen, was in der Konsequenz laut Aristoteles die natürliche Ungleichheit von Mann und Frau oder auch die Sklaverei rechtfertige. Die Natur bringe es mit, dass es Starke und Schwache gäbe. Dem Gesetz der Natur zu folgen bedeute, dass der Stärkere über den Schwächeren herrsche. Diese Auffassung von einem Naturrecht als Recht des Stärkeren wird in Platons Politeia schon recht früh als nicht dem Wesen der Gerechtigkeit entsprechend gezeigt und gibt den Anlass, im Rest des Dialogs aufzuweisen, warum rücksichtsloses und grausames Handeln auch, wenn es nicht bestraft wird, die schlechtere Entscheidung sei. Eine frühe Verteidigung des Gedankens eines überzeitlichen Naturrechts, das dem von den Gesetzgebern gesetzten Recht übergeordnet wird, findet sich in dem literarischen Dialog Minos, der fälschlicherweise Platon zugeschrieben wurde.
In seinem staatsphilosophischen Werk Politik verweist Aristoteles auf das Wesen des Menschen als Zoon politikon, korrekt übersetzt heißt das nichts anderes als „der Mensch ist von Natur aus ein staatliches Wesen“. Auch Platon relativierte die tiefgreifende positivistische Sichtweise des Protagoras. Im gleichnamigen Dialog stellte er eine Einleitung voran, die den Mythos wiedergibt, nach dem das Gewissen und der Sinn für Gerechtigkeit auf Zeus’ Befehl an die Menschen ausgeteilt worden seien. Über Hippias wird erstmals der Gegensatz von Natur (physis) und Gesetz (nomos) bei Platon sichtbar. Ein Teil der Sophisten übernahm die Vorstellung von der inneren Gesetzmäßigkeit der Natur und betrachtete aber auch die physische Wesensart des Menschen als von Natur gegeben.
Der zeitgleich mit Protagoras lebende antike Schriftsteller Sophokles thematisierte in seiner Tragödie Antigone das Verhältnis von durch Menschen erlassenen staatlichen Gesetzen, die auch Unrecht sein können, und göttlichen Gesetzen: Gegen das Gesetz des Herrschers, alle Staatsfeinde bei Todesstrafe unbestattet den Vögeln zum Fraß zu überlassen, begräbt Antigone ihren Bruder, der beim Angriff auf Theben gefallen war, um die Gebote der Götter der Unterwelt zu erfüllen.
Die nach Platon und Aristoteles einsetzende stoische Philosophie sah den Begriff der Natur in einer Einheit mit dem ewigen Weltgesetz, „lex aeterna“, das auch gleichzeitig „lex naturalis“ sei, das Gesetz der Natur. Am „logos“, der Vernunft des Weltgesetzes, habe der Mensch über seine eigene Natur teil, und auf dieser vernünftigen Natur des Menschen beruhe das Naturrecht. Stabilität gibt diesem Gedanken, dass Ausgangspunkt der aristotelischen Tradition die Unveränderlichkeit der menschlichen Natur ist.
Gegen die Ideenlehre Platons wiederum wandte sich Epikur in seinem 33. Hauptlehrsatz der Kyriai doxa:

„Gerechtigkeit an sich hat es nie gegeben. Alles Recht beruhte vielmehr stets nur auf einer Übereinkunft zwischen Menschen …“

Allein maßgeblich sei der Nutzen des Rechts, wie er im 37. Hauptlehrsatz aussagte:

„Was innerhalb einer bestehenden Gemeinschaft anerkanntermaßen den wechselseitigen Bedürfnissen nützlich ist, das hat Anspruch, an Rechtes Statt zu gelten, einerlei, ob sich daraus für alle das gleiche Recht ergibt oder nicht.“

Sowohl die Kritik an der unterschiedlichen Behandlung der Menschen durch positive Gesetze wie auch Kritik an der Entwicklung der Gesetze überhaupt zum Vorteil der Schwachen ist in der Antike belegt (Platons Gorgias und Kritias oder Ciceros De legibus).

“Legum denique idcirco omnes servi sumus ut liberi esse possimus.”

„Schließlich sind wir alle Diener der Gesetze deswegen, um frei sein zu können.“

### Römische Antike
Die Vorstellungen liegen auch dem römischen Rechtsdenken zu Grunde, denn die Stoa hatte erheblichen Einfluss auf das Juristenrecht der Republik und besonders das klassische Recht  der Kaiserzeit. 
Die ersten Einflüsse altgriechischen Rechts aber schlugen sich im Zwölftafelgesetz nieder. Mitgebracht hatte die rechtsphilosophisch orientierte Denkweise eine dreiköpfige Kommission, die zum Studium der Gesetze Solons nach Athen ausgesandt worden war. 452/1 v. Chr. wurden die gewonnenen Erkenntnisse von den decemviri in die bereits durch das mächtige Sakral- und Gewohnheitsrecht geprägten altrömischen Rechtsgrundsätze transformiert und schriftlich festgehalten. Neben die Dreiheit von Gewohnheits-, Gesetzes-, und Juristenrecht setzte Cicero später noch das Urprinzip der natura, zwar nicht als Rechtsquelle im unmittelbaren Sinne, gleichwohl als letzte Ursache allen Rechts. Die Rhetorica ad Herennium stellt die natura gar neben die lex und den mos. Ius naturale stand neben dem Gesetzesrecht und den aus dem Gewohnheitsrecht herrührenden Sitten der Väter (mores).
Gaius ließ wissen, dass ius gentium auf ius naturale beruhe, einer als natürliche Vernunft verstandenen Normgewalt, die allen Völkern zugrunde läge. Es gebe eine höchste Vernunft, die in allen Menschen lebendig sei, übereinstimmend mit der Natur, unabänderlich und ewig. Dieser Vernunft zu gehorchen sei das einzige Gesetz, dem alle Menschen zu folgen hätten. Noch abstrakter definierte Ulpian das ius naturale als das von der Natur allen Lebewesen gemeinsame Recht, über den Menschen hinausgehend: „Ius naturale est, quod natura omnia animalia docuit.“ Zum Naturrecht zählten die Verbindung von Mann und Frau und die Kindererziehung, die sich im Tier- wie Menschenreich gleichermaßen wiederfänden. Dem Naturrecht verpflichteten sich aus Gründen der Ausübung von Rechtsmacht – durchaus eigennützig – die Severer, die ihre Führungsansprüche so in einem universalistischen Weltbild verdichten konnten, denn die Natur war ja allen Menschen gemeinsam. Allerdings war es der römischen Gesellschaft seit Einführung des gegenüber dem bürgerorientierten ius civile flexibel auf die Veränderung von Lebensumständen bedachten prätorischen Amtsrechts zugestanden, rechtsgeschäftlichen Interessensausgleich und Gerechtigkeit erwarten zu dürfen (bona fides). Die Regeln, stellvertretend sei das allgemeine Bereicherungsverbot genannt, entstammten naturrechtlichen Geboten.

### Christische Lehre

#### Augustinus
Augustinus bezeichnet die von Ewigkeit her bestehende Schöpfungsordnung der Welt als lex aeterna (ewiges Recht). Davon sei die lex naturalis (das natürliche Recht) ein Abdruck in der menschlichen Vernunft („ratio“). Die Schöpfungsordnung existiere in der Vernunft oder im Willen Gottes. In seinem Werk Vom Gottesstaat setzt er sich am Beispiel der Stadt Rom mit Ciceros Frage auseinander, ob der Staat möglicherweise ungerecht sein müsse. Was sich auf Unrecht der Menschen gründe, dürfe nicht Recht genannt oder für Recht gehalten werden.

„Die wahre Gerechtigkeit herrscht nur in dem Gemeinwesen, dessen Gründer und Leiter Christus ist“

Diese in der Spätantike entwickelte Vorstellung vom Schöpfergott als Urheber der Weltordnung trat im christlichen Mittelalter an die Stelle der antiken Vorstellung von unpersönlichen Weltgesetzen.

#### Thomas von Aquin
Für das kanonische Recht schuf Thomas von Aquin einen theoretischen Ordnungsrahmen. Anlässlich seiner Studien in Paris stieß er auf die Schriften des Aristoteles, die im arabischen Wissenschaftskontext wiederentdeckt und rezipiert worden waren und die auch für die islamische und jüdische politische Theologie Anstöße zur Vermittlung und Weiterentwicklung gaben. Thomas vermittelte deren Ideen mit theologischen Traditionen, wie er sie bei Augustinus fand. Zum philosophischen Grundproblem seiner Zeit gehörte die Frage, ob in der lex aeterna die Vernunft oder der göttliche Willen den Vorrang habe. Aquin entwickelte einen Syntheseversuchen der beiden Ursprünge: In seiner Summa theologica I-II entwickelte er eine vierstufig strukturierte Gesetzeslehre von ewigem, göttlichen, natürlichem und menschlichem Gesetz (lex aeterna, lex divina, lex naturalis, lex humana, wobei die Begriffe im Einzelnen nicht deckungsgleich sind mit antiken Gebrauchsweisen wie in der Stoa oder bei Augustinus). Dabei erhielt die Vernunft bzw. das vernunftmäßige Verlangen (appetitus quidam rationalis) einen zentralen Rang in der Bestimmung des Menschseins. Die lex naturalis, der eigentliche Kern des Naturrechts, ist danach eine „Teilhabe des ewigen Gesetzes in der vernünftigen Kreatur.“ Mit ihr lässt sich der Mensch verstandesmäßig auf den für ihn erkennbaren Teil der lex aeterna ein. Die übergeordnete lex aeterna, das ewige Gesetz, ist ein Schöpferplan Gottes, der Ordnung hält, weil die göttliche Weisheit den menschlichen Handlungsspielraum lenkt. Es herrscht Kosmos nicht Chaos. Eine Offenbarung muss nicht vorausgesetzt werden, da Gottes Dasein philosophisch aufweisbar ist (siehe auch natürliche Theologie). Die Natur sei danach nicht zwecklos und das Wirkliche vernünftig, wenngleich niemand das ewige Gesetz zu erkennen vermag, wie es in sich selbst ist. Im Wege der Partizipation sind in Aquins Ansatz des Naturrechts das Naturgemäße und das Vernunftgemäße äquivalent.
Kraft seiner Vernunft vermag der Mensch, die lex aeterna lediglich in groben Zügen zu erkennen, versteht es aber in einer dritten Ordnungssphäre, der lex humana, Recht selbst zu setzen und in Kirche und Staat danach zu leben. Widersprüche, die sich im Verhältnis zwischen Staat und Kirche ergaben, waren zugunsten des Vorrangs des kirchlichen Rechtsanspruchs zu lösen, da gesatztes Recht am göttlichen Schöpfungsplan lediglich partizipierte. Zum Naturrecht gehörten etwa der alttestamentarische Dekalog, der Selbsterhaltungs- und Fortpflanzungstrieb, Geselligkeit und Gotteserkenntnis.
In der scholastischen Moraltheologie und im Zeitalter der Aufklärung erlangten Naturrechtslehren erneut Bedeutung.

### Beginnende Neuzeit
Mehr noch als ein Thomas von Aquin, der sich Aristoteles zu einem seiner Vorbilder nahm, wandte sich die Renaissance der antiken Geisteswelt zu. Humanismus wurde die neue Bewegung genannt, die das Ideal der an der Antike orientierten, rein „menschlichen“ (humanen), mithin nicht theologischen Bildung aufstellte. Nach Reformation und Gegenreformation war die mittelalterliche Verbindung der Gerechtigkeitsfrage mit der Theologie nicht mehr selbstverständlich. Es begann nun eine Suche nach überkonfessionellen Standpunkten, die statt der christlichen Theologie ein Fundament der Gerechtigkeit bilden könnten. Dazu wurde die Notwendigkeit erkannt, die von Aquin an das Naturrecht gebundenen religiösen Inhalte langsam wieder davon abzutrennen. Naturrecht wurde profanisiert, weil sich verbindliche Aussagen durch die Glaubensspaltung nicht treffen ließen.
Aber nicht nur diese Disparität führte zum Umdenken. Philosophische und theologische Ansätze rückten aus dem Zentrum des Bewusstseins, die Forderung nach allgemeiner Gleichheit der Menschen formulierte sich eher nach rechtlichen Maßstäben. Das Aufrufen der Gleichheit begründete nicht nur einen wichtigen gesellschaftlichen Wandel, gleichzeitig lag darin auch ein wirksamer Hebel für die Bekämpfung und anschließende Beseitigung vorherrschender feudaler Grundstrukturen. Vorgedanklich trugen die der mathematischen Methode verschriebenen naturwissenschaftlichen Eindrücke des neuen Rationalismus dazu bei, wie er seinen Ausgang bei Galilei und Descartes genommen hatte. Bereits bei Wilhelm von Ockham finden sich die „iura naturalia“, die Naturrechte auf Leben, Freiheit und Eigentum, wenn er auch noch als einzigen Grund für die Gerechtigkeit den Willen Gottes ansah. So war in der katholisch-moraltheologischen Diskussion im Anschluss an die Spätscholastik die Idee des Naturrechts bereits entwickelt, während die protestantische Orthodoxie sie zunächst bekämpfte, obwohl sie Wurzeln auch bei Luther, Melanchthon und Calvin hatte. Diese Vorarbeiten bildeten den wohl bedeutendsten Beitrag des Naturrechts, sie dienten nämlich als Grundlage für die Formulierung der allgemeinen Menschenrechte.
Sympathisanten der Gegenreformation wie Michel de Montaigne argumentierten, dass – wenn Gesetze von der Natur verordnet und der menschlichen Natur eingepflanzt wären – sie kraft „Billigung durch alle Völker universal angenommen […] werden“ müssten. Diese „Universalität der Anerkennung“ käme jedoch keinem einzigen Gesetz zu. Wenn solche Gesetze jemals existierten, habe der menschliche Verstand sie sogar verdrängt. Montaigne führte diesen Gedanken der Partikularität der Rechtsvorstellungen im Sinne einer skeptischen Toleranz auch gegenüber extrem abweichenden Gesellschaftsordnungen und Rechtsgebräuchen weiter: So habe Lykurg den allgemeinen Nutzen des Stehlens betont, wodurch Aufmerksamkeit, Angriff und Verteidigung zum Nutzen aller trainiert würden.
Die Schule von Salamanca formulierte das Konzept des Naturrechts neu, das dann von Grotius weitgehend übernommen wird. So ergibt sich nach Lessius das Naturrecht aus der rationalen Natur und dem Naturzustand, der den Dingen innewohnt: es ist darin unveränderlich, im Gegensatz zu dem positiven Recht, das sich aus dem göttlichen oder menschlichen Willen ergibt. Da alle Menschen an der gleichen menschlichen Natur Anteil haben, haben sie auch alle an den gleichen Rechten wie Gleichheit oder Freiheit Anteil (darin sind dieser Auffassung nach zum Beispiel die Ureinwohner Amerikas eingeschlossen). Auch so beanspruchten die Juristen und Theologen die Macht, das positive Recht im Hinblick auf seine Übereinstimmung mit dem Naturrecht zu beurteilen (dieser Ansatz wird übrigens viel später von Leo XIII. aufgegriffen werden, der in seiner Enzyklika Sapientae christianae die Mitglieder des Klerus auffordert, die Gesetzgebung im Hinblick auf höhere Standards zu analysieren). Für Domingo de Soto ist es daher die Aufgabe der Theologen, die moralischen Grundlagen des Zivilrechts zu beurteilen. So konnte er beispielsweise die neue Organisation der Wohlfahrtseinrichtungen in Spanien kritisieren, weil diese gegen die natürlichen Rechte der Armen verstießen, oder Juan de Mariana die Zustimmung der Bevölkerung zu Steuern und Geldentwertungen für zwingend hielt.

### Aufklärung
Die Rechtsphilosophie der frühen Aufklärung versuchte, die natürlichen Rechte als vernunftnotwendig abzuleiten. Besonders einflussreich in der Ausformung eines „liberal“ bestimmten Naturrechtsgedankens waren hier die frühen Vordenker der Aufklärung, Thomas Hobbes und Hugo Grotius. Grotius, ein protestantischer Jurist und Theologe, lebte in der Hafenstadt Rotterdam in Holland, das mit seinen Schiffen die Weltmeere befuhr und ein großes Interesse am Schutz seines Handels vor kriegerischen und räuberischen Übergriffen hatte. In der Konkurrenz zur portugiesischen, spanischen und englischen Handelsschifffahrt ging es als Wichtigstes um die Frage, ob es ein natürliches Recht auf freie Schifffahrt im Meer gebe. Dieses Recht durfte nicht von einem Staat gesetzt oder wieder aufgehoben werden können, es musste über den Staaten stehen und alle Staaten binden. Außerdem durfte dieses Recht „keinen Unterschied der Konfessionen kennen“, es musste sogar für nichtchristliche Konfessionen gelten, schließlich beschränkte sich der Handel nicht auf christliche Länder. Deswegen suchte Grotius das Recht in der Natur des Menschen, der vernunftgemäß eine „friedliche und einsichtig geordnete Gemeinschaft mit seinesgleichen“ anstrebe. Zum so verstandenen Naturrecht zählte Grotius, „daß man fremdes Gut respektiert und es zurückerstattet, wenn man es besitzt oder genommen hat, ferner die Pflicht, gegebene Versprechen zu erfüllen, sodann die Wiedergutmachung eines schuldhaft verursachten Schadens und die Vergeltung durch Strafe“. Zentraler Grundsatz des natürlichen Rechts sei die obligatio ex consensu (Verpflichtung aus Willensübereinstimmung) und die allgemeine Verpflichtung, Verträge einzuhalten.
Grotius’ De jure belli ac pacis von 1625, ein Buch, das den Beginn des modernen Verständnisses des Völkerrechts begründete, und Hobbes’ Staatstheorie von 1651 bildeten den Anfang für die Formulierung der allgemeinen Menschenrechte. Grotius verfolgte zur Herleitung seines Ansatzes den aus dem römischen Recht entlehnten privatrechtlichen Grundsatz von Angebot und Annahme. Er betont dabei, dass die Parteien ihren gemeinsamen Willen zu erklären hätten. Das einigende Band des Vertrages halte im Verkehr der Völker alles zusammen und begründe Recht, das seine Geltung in sich selber trage, allein über den Vertrag, ohne Staat. Dies verinnerlicht, konnte der Gedanke auf das Staatswesen übertragen werden. 
Ganz anders Hobbes. Er vertrat die Auffassung, dass es nur ein Recht durch den Staat gäbe, dessen Legitimation aus einer bestimmten Natur des Menschen folge. Hobbes’ Gesetze sind somit Naturrecht, das aus der mechanistischen und machtheischenden Natur des Menschen hervorgeht und nur durch einen Souverän gebändigt werden kann, daher in die Hände eines Souveräns verantwortet gehört. Diese Auffassung steht im Gegensatz zu Grotius’ humanistischer und vertragstheoretischer Sichtweise, indem Hobbes eine klare Trennung zwischen Naturzustand und staatlicher Ordnung zieht. 
Samuel von Pufendorf synthetisierte die beiden Entwürfe 1672 in seinem Naturrechtssystem (De iure naturae et gentium libri octo), da es ihm um sittliche Ordnung, Menschenrechte und Willensfreiheit gleichermaßen ging. Die kreatürliche Schwäche des bereits in seinem Naturzustand zwar freien und gleichen Einzelnen (insoweit Hobbes folgend) kann seiner Auffassung überwunden werden, indem sich die Menschen zusammentun und gemeinsam stark sind (insoweit Grotius folgend). Erstmals erhält das Naturrecht bei ihm den Charakter eines juristischen Systems, innerhalb dessen rechtstheoretische Ansprüche formuliert werden können. Erstmals liegt er damit gleichzeitig auch außerhalb bloßer Sozialphilosophie.
Sie alle lösten das Naturrecht von der religiös-theologischen Basis des göttlichen Rechts (lex aeterna) ab und erkannten darin ein konstantes Wertesystem, das sich über Gesellschaftsmodelle erhebt und von ihnen unabhängig zeigt. Allerdings stimmt für Pufendorf das Naturrecht „mit der christlichen Offenbarung überein, da beide ihren Ursprung in Gott haben.“
Zu nennen ist in rechtspolitischer Hinsicht besonders John Locke, auf den sich die US-amerikanischen Gründerväter und insbesondere Thomas Jefferson bei der Formulierung der US-amerikanischen Unabhängigkeitserklärung stark bezogen. Weitere wichtige Arbeiten zur Verfeinerung und Konkretisierung des Stoffes lieferten Schüler Pufendorfs, so etwa Christian Thomasius, dessen Werk Fundamenta iuris naturae et gentium 1705 erschien und Christian Wolff, dem Begründer der Begriffsjurisprudenz, dessen Abhandlung Ius naturae methodo scientifico pertractatum den absolutistischen Wohlfahrtsstaat prägte und in den Jahren 1740/48 niedergelegt wurde. Aber auch Werke von Vorläufern Grotius’ gehören dazu, so beispielsweise Johann Oldendorps Eisagoge iuris naturalis aus dem Jahr 1539 oder das 1617 erschienene Werk Dicaeologia von Johannes Althusius.
Die Naturrechtsphilosophen Grotius, Pufendorf und Locke, die alle drei Protestanten waren, entgingen der Vieldeutigkeit des begrifflichen Naturrechts, indem sie es mit der biblischen Offenbarung gleichsetzten. Ihrer Ansicht nach gingen Offenbarung und Naturrecht auf denselben Urheber, Gott, zurück. Sie nahmen in ihren Schriften, die sich mit politischen, rechtlichen und gesellschaftlichen Fragen beschäftigen, immer wieder Bezug auf das Alte und das Neue Testament. Insbesondere aus den Schöpfungsgeschichten (1. Mose 1 und 2), dem Dekalog (Zehn Gebote, 2. Mose 20 ), dem Verhalten und der Lehre Jesu (Barmherziger Samariter Luk. 10, 30–37; Liebesgebot Matth. 5, 44; 19, 19; Goldene Regel in Matthäus 7,12  u. a.) und den paulinischen Briefen gewannen sie zentrale Punkte ihrer politischen Theorien. Der Dekalog stellt unter anderem Leben, Eigentum und guten Ruf des Menschen, also seine Ehre und Würde, unter göttlichen Schutz. Der Vorspruch (2. Mose 20,2 ) weist auf die Befreiung des Volkes Israel aus der ägyptischen Sklaverei hin. Gottes Befreiungstat geht den Forderungen voraus und begründet sie. Locke leitete die Gleichheit der Menschen, einschließlich der Gleichheit von Mann und Frau, nicht aus philosophisch-säkularen Prämissen ab, sondern aus 1. Mose 1,27 f. , der Grundlage der theologischen Imago-Dei-Lehre. Das Gleichheitsprinzip ist unabdingbare Grundlage jeder rechtsstaatlichen Demokratie. Sie begründet die Freiheits- und Teilhaberechte jedes Einzelnen. Aus ihr folgte für Locke, dass eine Regierung Macht nur mit der Zustimmung der Regierten ausüben darf. Das Recht auf Leben, (rechtliche) Gleichheit, Freiheit, Würde und Eigentum – damit waren zentrale Begriffe der Naturrechtslehren von Grotius, Pufendorf und Locke sowie anderer Gelehrten der Aufklärung benannt und mit biblischem Gehalt gefüllt.
Das Naturrecht als juristische Erkenntnisquelle entwickelte sich im späten 17. Jahrhundert zur Wissenschaft der Rechtsprinzipien und der logischen Rechtsgewinnung und prägte seit dem Ende des 18. Jahrhunderts auch nachhaltig die Gesetzgebung.
In Deutschland erfuhr das Naturrecht nochmals Nachhaltigkeit durch Immanuel Kant, dessen umfangreiche Lehrtätigkeit als Privatdozent das Naturrecht umfasste. Wegbereitend war seine Schrift Die Metaphysik der Sitten, in die verschiedene seiner erkenntnistheoretischen Grundannahmen eingeflossen waren. In der kantischen Tradition gilt das Natur- und Vernunftrecht als überzeitliche Konzeption, die a priori begründet ist.

### Moderne
Zu Beginn des 19. Jahrhunderts wurde in Europa das Naturrecht von der historischen Schule stark verdrängt, wozu insbesondere die deutsche Privatrechtswissenschaft beitrug, die die zeitlose Geltung von Naturrecht in Frage stellte. Als Vertreter dieses gedanklichen Ansatzes ist vornehmlich Friedrich Carl von Savigny zu nennen, der sein Augenmerk lieber auf das organische Wachstum von Gewohnheitsrecht richtete, das von Richtern und Rechtsgelehrten geschaffen wurde, als Naturrechtskodifikationen zu vertrauen. Als Quellen für ein funktionierendes Rechtssystem hatten für Savigny alle geschichtlich gewachsenen Rechtstraditionen Bedeutung. Wilhelm von Humboldt holte ihn mit Aufnahme des Lehrbetriebs der neu gegründeten Berliner Universität 1810 als Cheforganisator der Fakultät in die Stadt. Die Universität sollte zur führenden Hochschule der Monarchie aufsteigen. Nebenbei gelang es ihm die Differenz zum Rechtspositivismus einzuebnen. In der Sache richtete sich sein Vorwurf vornehmlich gegen die frühneuzeitlichen Einflussnahmen der Glossatoren und Kommentatoren auf die spätantiken Rechtskompilationen, die seiner Auffassung nach ebenso zu Verfälschungen geführt hätten, wie Rechtsentwicklungen in den beiden Vorjahrhunderten.
In der Französischen Revolution wurde die biblisch-theologische Verankerung des Naturrechts durch die Lehre vom „gemeinsamen Nutzen“ (utilité commune) ersetzt. Dadurch wurden die „Bürger- und Menschenrechte“ manipulierbar. Die jeweils an der Macht befindliche Gruppe der Revolutionäre bestimmte, was der „gemeinsame Nutzen“ war und schickte ihre politischen Gegner auf die Guillotine. Vor allem aus diesem Grund kritisierte z. B. Jakob Grimm im Frankfurter Parlament 1848 die französische Haltung und forderte die Rückkehr zu „den religiösen Grundlagen der Bruderschaft und Freiheit aller Menschen“ (Paulskirchenverfassung vom 28. März 1849). Damit berief er sich auf die amerikanische Unabhängigkeitserklärung (1776), die die unveräußerlichen Menschenrechte, zu denen „Leben, Freiheit und das Streben nach Glück“ gehören, theologisch begründete: Sie sind den Menschen von ihrem „Schöpfer“ (Creator) verliehen worden.
Dieser vernunftbezogene Ansatz, der zum Begriff des Vernunftrechts führt, prägt beispielsweise die österreichische Rechtsschule. So heißt es in § 16 Allgemeines Bürgerliches Gesetzbuch (ABGB) ausdrücklich: „Jeder Mensch hat angeborne, schon durch die Vernunft einleuchtende Rechte …“ (Text aus der Erstfassung 1812). In der Folge ergibt sich in § 17 ABGB eine zentrale Rechtsaussage: „Was den angebornen natürlichen Rechten angemessen ist, dieses wird so lange als bestehend angenommen, als die gesetzmäßige Beschränkung dieser Rechte nicht bewiesen wird“, das heißt, wo keine explizite rechtliche Regelung vorhanden ist, bildet bei Persönlichkeitsrechten das „Vernünftige“ die Basis des Rechtmäßigen. Diese zentrale Aussage stellt Naturrecht also prinzipiell vor positives Recht: „Naturrecht gilt, solange es nicht beschränkt wird.“ Das setzt voraus, dass der Bürger ein natürliches Empfinden hat respektive haben sollte, ob sein Handeln noch im Rahmen des Angemessenen ist. Entsprechendes gilt für die Justiz: „Läßt sich ein Rechtsfall weder aus den Worten, noch aus dem natürlichen Sinne eines Gesetzes entscheiden, so muß auf ähnliche, in den Gesetzen bestimmt entschiedene Fälle, und auf die Gründe anderer damit verwandten Gesetze Rücksicht genommen werden. Bleibt der Rechtsfall noch zweifelhaft; so muß solcher mit Hinsicht auf die sorgfältig gesammelten und reiflich erwogenen Umstände nach den natürlichen Rechtsgrundsätzen entschieden werden.“ (§ 7 ABGB). Diese Rechtsgrundlagen implizieren, dass das positive Recht nur als spezielles Regelwerk vor einem Hintergrund eines aus sich selbst heraus stabilen (aber auch entwicklungsfähigen) gesellschaftlichen Konsenses steht. Diese naturrechtlichen – insbesondere das Pandektenrecht prägenden – Ansätze fließen in zentrale Rechtsbegriffe ein, wie die des Allgemeinen Teil des BGB. So sind die Willenserklärung, die Stellvertretung oder die Irrtumslehren im deutschen Strafrecht naturrechtlich grundgeprägt. Auch die Begriffe Rechtsfähigkeit und juristische Person gehören dazu, genauso wie das österreichische Vertragsrecht, und das Erb- wie Eherecht; ebenso das als Grundlage mehrerer positiver Regeln des iustinianischen Rechts geltende Prinzip des Bereicherungsverbotes ist vom rationalistischen Naturrecht anerkannt worden.
Das nationalsozialistische Recht wollte sich eigenständig „jenseits von Naturrecht und Positivismus“ etablieren, sodass das tradierte Naturrechtsdenken eher als Stein des Anstoßes verstanden wurde. Entgegen landläufiger Meinung war es gerade kein Naturrecht. Vielmehr war es eine Rechtsideologie, welche das positiv gesetzte Recht unterlief. Nichtsdestotrotz bemühten sich vereinzelte Protagonisten der NS-Rechtslehren darum, ein genuin nationalsozialistisches „Naturrecht“ zu kreieren, wie etwa der nationalsozialistische Rechtstheoretiker Hans-Helmut Dietze in seinem Werk Naturrecht in der Gegenwart von 1936. Das von ihm so verstandene Naturrecht liege im Blut, sei also rassegebunden, und jeder Volksgenosse könne durch sein Rechtsempfinden die Entscheidung über Gut und Böse, über Recht und Unrecht treffen. Es wurzele „in den naturhaften Kräften, aus denen alles wirkliche Leben der Natur kommt: im Drängen des Blutes, in den Säften des Bodens und in der Innigkeit gleicher Gesinnung.“ Das Verständnis einer solchen Ideologie als „Naturrecht“ pervertierte den tradierten Naturrechtsbegriff sowohl des Vernunftrechts als auch der christlichen Naturrechtstradition, indem das Blut an die Stelle der Vernunft trat.
Das Grundgesetz der Bundesrepublik Deutschland griff die naturrechtliche Tradition auf. „Das Bekenntnis zu Menschenrechten knüpft unmittelbar an Art. 1 I GG an. Weil die Würde des Menschen unantastbar und es ‚Verpflichtung aller staatlichen Gewalt‘ ist, ‚sie zu achten und zu schützen‘, darum bekennt sich das deutsche Volk zu Menschenrechten. Die Menschenwürde, ein theologisch und philosophisch verwurzelter Begriff, wird primär als unantastbar vorausgesetzt; erst sekundär wird ihre Beachtung gesetzlich befohlen. Sie ist mithin als höchster Rechtswert deklariert und gibt Veranlassung für die weitere Anerkennung von Menschenrechten. Nach Auffassung vieler hat hier naturrechtliches Ideengut wieder Ausdruck in einer deutschen Verfassung gefunden. Die theonome Spitze der Verfassung findet sich in den Eingangsworten der Präambel, welche die Motive des Gesetzgebers offenlegt und in der das Staatsvolk auf seine ‚Verantwortung vor Gott und den Menschen‘ hinweist. So erscheint Art. 1 GG als eine Folge der Anrufung Gottes als des Schöpfers der Person (erschaffen ad imaginem Dei [nach dem Bild Gottes]).“ Ob der Parlamentarische Rat tatsächlich Naturrecht dem Grundgesetz, insbesondere im Bereich der Menschenwürde, zugrunde legte, wird in Auseinandersetzungen mit dessen Akten und Protokollen unterschiedlich bewertet. Während Stimmen in der juristischen Literatur zunehmend den Rückgriff auf eine Naturrechtslehre bestreiten, kommen andere hingegen zu dem gegenteiligen Ergebnis.
Nach dem Zweiten Weltkrieg und mit der Allgemeinen Erklärung der Menschenrechte von 1948 gewann das Naturrecht wieder an Bedeutung. So ist nach herrschender Meinung etwa auch der Gottesbezug in der Präambel des deutschen Grundgesetzes nicht etwa als theologische Verfassungskomponente aufzufassen, sondern im Wesentlichen als eine Berufung auf das Naturrecht.
Ein Beispiel für überpositives Recht stellt nach herrschendem Rechtsverständnis die Würde des Menschen dar (als Idee der unveräußerlichen Rechte). Das Grundgesetz garantiert diese zwar in Artikel 1 GG, doch wird ihre Unantastbarkeit hier nur als Prinzip des Rechts dargestellt; folgen soll sie vielmehr als allgemein gültiger Rechtssatz aus vorgelagerten ethischen oder religiösen Anschauungen, die für alle menschlichen Gesellschaften gelten sollen. Eine Konsequenz dieser Auffassung ist, dass die Menschenwürde nicht nur unantastbar, sondern insbesondere unverzichtbar sein soll. Der Rechtsträger kann somit nicht wirksam in ihre Verletzung einwilligen. Darüber hinaus führt der Gedanke, die Menschenwürde sei durch überpositives Recht vorgegeben, zu dem Ergebnis, dass ein Eingriff in die Menschenwürde eines Individuums auch außerhalb des Geltungsbereichs des Grundgesetzes unrechtmäßig ist. Der Eingriff verstoße gegen das gerade von keinem Rechtsetzungsakt geschaffene, sondern aus sich heraus geltende überpositive Recht. In der Rechtsprechung fand das Naturrecht nur vereinzelt Eingang, insbesondere durch die Radbruchsche Formel des Rechtsphilosophen Gustav Radbruch bei der Aufarbeitung des nationalsozialistischen und DDR-Unrechts. Demnach solle das positive Recht im konkreten Einzelfall unwirksam sein, wenn es ein unerträgliches Maß erreicht hat, sodass es im grundsätzlichen Widerspruch zu jedweden Gerechtigkeitsgedanken steht, der der Natur des Rechts als Gerechtigkeitsordnung innewohnt. Schon Augustinus hatte gelehrt, dass ein ungerechtes Gesetz nicht anerkannt werde müsse bzw. eigentlich gar kein Gesetz sei. Der Unterschied zu Radbruch besteht jedoch darin, dass nach diesem nur einer kleinen Teilmenge der als ungererecht empfundenen Gesetze der Rechtscharakter abgesprochen wird, nämlich den „auf unerträgliche Weise als ungerecht“ empfundenen Rechtsnormen. Robert Alexy, der einen auf Basis der Radbruchschen Formel modifizierten Rechtsbegriff vertritt, formuliert dies auch mittels der Kurzformel: „Extremes Unrecht ist kein Recht“.
Nach römisch-katholischer Morallehre ist anhand eines Moralcodex auch die Sittlichkeit des Menschen Teil des Naturrechts. Deutlich wird dies etwa in der Ansicht, dass laut Naturrecht die ausgelebte Homosexualität verwerflich sei. Begründet wird dies damit, dass es der Zweck der Sexualität sei, die Fortpflanzung der Art zu sichern. An diesen Ansichten wird kritisiert, Sexualität sei nicht nur auf die Fortpflanzung zu beschränken, und das Naturrecht gebiete daher keine absolute Verurteilung homosexueller Partnerschaften. Denn erst der durch die Generationen entstandene sittliche Kodex gebe dem Naturrecht das natürliche Sittengesetz.